# حسن أباد السفلي (دشتاب)
حسن أباد السفلی (بالفارسية: حسن‌آباد سفلی) هي قرية تقع في إيران في قسم دشتاب الريفي. يقدر عدد سكانها بـ 25 نسمة .